# Condado (Padrenda)
Condado (llamada oficialmente Santa María do Condado) es una parroquia y un lugar del municipio español de Padrenda, en la provincia de Orense, Galicia.

## Toponimia
La parroquia también es conocida por el nombre de Santa María de Condado.

## Organización territorial
La parroquia está formada por cuatro entidades de población, constando dos de ellas en el nomenclátor del Instituto Nacional de Estadística español: 
- Carreira
- Espiñas
- O Condado
- Sa

## Demografía

### Parroquia
| Gráfica de evolución demográfica de Condado (parroquia) entre 2000 y 2023 |
|                                                                           |
| Datos según el nomenclátor publicado por el INE.                          |

### Lugar
| Gráfica de evolución demográfica de O Condado (lugar) entre 2000 y 2023 |
|                                                                         |
| Datos según el nomenclátor publicado por el INE.                        |